# Halenia alata
Halenia alata là một loài thực vật có hoa trong họ Long đởm. Loài này được Wedd. mô tả khoa học đầu tiên.